# Festuca tristis
Festuca tristis är en gräsart som beskrevs av Porphyriy Nikitich Krylov och Ivanitzk. Festuca tristis ingår i släktet svinglar, och familjen gräs. Inga underarter finns listade i Catalogue of Life.